# Моисеенко, Владимир Михайлович
Владимир Михайлович Моисеенко (род. 19 сентября 1955 года) — советский и российский учёный-онколог, член-корреспондент РАН (2022).

## Биография
Родился 19 сентября 1955 года в Ленинграде.
В 1978 году — окончил 1-й Ленинградский медицинский институт имени академика И. П. Павлова.
В 1984 году — защитил кандидатскую, в 1994 году — докторскую диссертацию.
После окончания ВУЗА проходил обучение в ординатуре и аспирантуре и остался работать в НИИ Онкологии именипрофессора Н. Н. Петрова, где работает и в настоящее время: клинический ординатор (1978—1980), научный сотрудник, Отделение опухолей молочной железы (1980—1983), научный сотрудник, Отделение опухолей молочной железы (1983—1986), старший научный сотрудник, Отделение опухолей молочной железы (1986—1989), старший научный сотрудник, Отделение химиотерапии (1989—1996), руководитель отделения биотерапии и трансплантации костного мозга (1996—2010), заместитель директора по научной работе (2000—2005), исполнительный директор (2005—2007), заместитель директора по научной работе (2007—2010).
В 2022 году — избран членом-корреспондентом РАН от Отделения физиологических наук.
Ведет преподавательскую деятельность: профессор кафедры онкологии Первого СПб медицинского университета (1999—2001), заведующий кафедрой онкологии СПбМАПО (2001—2011), заведующий кафедрой онкологии Санкт-Петербургского медико-социального института.
В настоящее время — директор ГБУЗ «Санкт-Петербургский Научно-практический Центр Специализированных Видов Медицинской Помощи» (онкологический).

## Научная деятельность
Специалист в области экспериментальной и клинической онкологии.
Автор более 350 публикаций в отечественной и зарубежной литературе, в том числе 4 монографий (индекс Хирша — 21).
Участник более 40 (в течение 20 лет) международных клинических исследований (более 40), в том числе с аудитом FDA.
Под его руководством подготовлено 7 докторов и 20 кандидатов медицинских наук.
Член номинационного комитета Европейском общества химиотерапевтов (ESMO), главный внештатный химиотерапевт Комитета здравоохранения Санкт-Петербурга.
Главный редактор издаваемого с 2000 года журнала «Практическая онкология», член редколлегии зарубежных журналов: Annals of oncology, MEMO.

## Награды
- Орден Пирогова (2022)[1]
- Заслуженный врач Российской Федерации (2005)[2]
- Премия Правительства Российской Федерации в области науки и техники (в составе группы, за 2004 год) — за цикл экспериментальных и клинических исследований в области биотерапии и иммунодиагностики злокачественных новообразований[3]
- Медаль «В память 300-летия Санкт-Петербурга»
- Грамота губернатора Санкт-Петербурга «За заслуги в области здравоохранения» (2002)